# Mathcad
Mathcad – komercyjny program algebry komputerowej (CAS) stworzony przez firmę Mathsoft o możliwościach zbliżonych do programu Mathematica lub Maple.
Cechą charakterystyczną Mathcada jest łatwość obsługi, a w szczególności łatwość tworzenia rozmaitych wykresów. Interfejs Mathcada imituje notatnik i jest intuicyjny w użyciu, a wiele operacji daje się realizować za pomocą myszy. Równania i wyrażenia algebraiczne wyświetlane są w postaci graficznej, a nie tekstowej.
Niektóre możliwości Mathcada:
- Rozwiązywanie równań różniczkowych – do dyspozycji jest kilka metod numerycznych
- Wykreślanie wykresów funkcji jednej i dwu zmiennych
- Wykorzystanie wielkich i małych liter alfabetu greckiego w wyrażeniach
- Obliczenia symboliczne
- Operacje na wektorach i macierzach
- Symboliczne rozwiązywanie układów równań
- Dopasowywanie krzywych do zadanego układu punktów na płaszczyźnie
- Tworzenie własnych podprogramów przez użytkownika
- Znajdowanie pierwiastków wielomianów i innych funkcji
- Wbudowane rozkłady prawdopodobieństwa i funkcje statystyczne
- Znajdowanie wektorów i wartości własnych
- Analiza i synteza plików dźwiękowych np.(*.wav)
- Praca na mapach bitowych np.(*.bmp)
- Tworzenie animacji trójwymiarowych np.(*.avi)
- Współpraca z plikami danych np.(*.xls)